# Gamma-glutamil carboxilasa
La gamma-glutamil carboxilasa es una enzima que en los humanos se encuentra codificada por el gen GGCX, localizado en el brazo corto del cromosoma 2 (2p12), este gen abarca 13 Kpb y consta de 15 exones que codifican para una proteína de 758 aminoácidos. La proteína gamma-glutamil carboxilasa es una proteína integral de membrana, asociada con la membrana del retículo endoplasmático y consta de tres dominios transmembrana

## Función
La gamma-glutamil carboxilasa es una enzima que cataliza la modificación postraduccional de las proteínas dependientes de vitamina K. El resultado de esta modificación es la formación de un residuo gamma-carboxiglutamato sobre el extremo de un glutamato, a este residuo se lo denomina gla. Muchas de las proteínas dependientes de vitamina K se encuentran involucradas en la coagulación, de forma que la función de esta enzima es fundamental para la hemostasia. La mayor parte de las proteínas que contienen el dominio gla dependen de esta reacción de carboxilación para su modificación postraduccional. En humanos, la enzima gamma-glutamil carboxilasa se expresa mayoritariamente en el hígado.

## Reacción catalítica
La enzima gamma-glutamil carboxilasa oxida a la vitamina K hidroquinona (KH
2) a vitamina K 2,3 epóxido (KO), mientras que simultáneamente añade un CO
2 al residuo terminal de un ácido glutámico (Glu) que forma parte de la proteína, para formar ácido gamma-carboxiglutámico (también llamado gamma-carboxiglutamato - Gla).
Esta reacción de carboxilación únicamente puede proceder si la carboxilasa es capaz de oxidar a la vitamina K hidroquinona (KH
2) para formar vitamina K epóxido (KO), por lo que se dice que ambas reacciones se encuentran acopladas.
En el organismo, la KO se recicla a VKH
2 por medio de la enzima vitamina K epóxido reductasa.

## Importancia clínica
Las mutaciones en este gen se encuentran asociadas con defectos de la coagulación dependientes de vitamina K, y con el desorden similar a pseudoxantoma elástico que se presenta con múltiples deficiencias en los factores de coagulación.